# Miki (Hyogo)
Miki è una città giapponese della prefettura di Hyōgo.